# Catocala lugens
Catocala lugens là một loài bướm đêm trong họ Erebidae.